# Sorex cylindricauda
Sorex cylindricauda là một loài động vật có vú trong họ Chuột chù, bộ Soricomorpha. Loài này được Milne-Edwards mô tả năm 1871.